# لطيفة القفصي
لطيفة القفصي، ممثلة تونسية لها عدة مشاركات في عديد من المسلسلات والمسرحيات أبرزها مسلسل نسيبتي العزيزة.

## فيلموغرافيا

### سينما
- 2006 : التلفزة جاية لالمنصف ذويب
- 2010 : آخر ديسمبر لمعز كمون
- 2012 : لقشة من الدنيا لنصر الدين السهيلي
- 2013 : باستاردو لنجيب بلقاضي
- 2019 : بورتو فارينا لإبراهيم اللطيف بدور زينة

### الأعمال التلفزية

#### المسلسلات
- 1992 : الدوار لعبد القادر الجربي بدور رقية
- 1994 : أمواج لصلاح الدين الصيد
- 1996 : الخطاب على الباب (ضيفة شرف الحلقة 8 من الموسم 1) لصلاح الدين الصيد  وعلي اللواتي والمنصف البلدي بدور والدة الطفل مريض سعاد
- 2000 : منامة عروسية لصلاح الدين الصيد بدور للاهم شارد
- 2003 : إخوة وزمان لحمادي عرافة
- 2004 : لوتيل لصلاح الدين الصيد
- 2005 : قهوة جلول للطفي بن ساسي وعماد بن حميدة ومحمد دمق بدور ذهبية شهرت الذهبي
- 2007 : كمنجة سلامة لحمادي عرافة بدور صالحة
- 2008 : صيد الريم لعلي منصور بدور صلوحة
- 2010 :
  - دار الخلاعة لأحمد رجب ونبيل بالسعايدة
  - من أيام مليحة لعبد القادر الجربي
- 2011 : طاولة وكراسي لعبد المجيد الجلولي
- 2012 :
  - قهوة المكسيك لرفيق المؤدب
  - عنقود الغضب لنعيم بن رحومة بدور شريفة
  - باب الحارة 2100 لهيفاء محمد عرعار
- 2013 : نجوم الليل (الموسم 4) لمهدي نصرة
- 2017-2013 : نسيبتي العزيزة لصلاح الدين الصيد ويونس الفارحي (شخصية رئيسية في الموسم 1 وضيفة شرف الحلقات 8 إلى 10 والحلقة 18 من الموسم 4 وضيفة شرف الحلقات 15 إلى 23 من الموسم 5 وضيفة شرف الحلقات 15 إلى 20 من الموسم 6 وضيفة شرف الحلقات 14 إلى 18 من الموسم 7 و شخصية رئيسية في الموسم 8) بدور جمعة بالعيد
- 2014 : يقوي سعدك لأمير الماجولي وأسامة عبد القادر بدور أمي للاّ بركانة، والدة ميلود
- 2015-2014 : بنت أمها ليوسف ميلاد ومخلص معلى
- 2016 : وردة وكتاب (ضيفة شرف) لأحمد رجب
- 2019 : علي شورب (الموسم 2) لمديح بالعيد بدور حليمة
- 2020 : قلب الذيب لبسام الحمراوي بدور زازية
- 2021 : 
  - الجاسوس لربيع التكالي بدور خيجة شمس شهرت دجو
  - العيشة فل لمحمد علي سعيدان وعبد العزيز الحفظاوي بدور زبيدة
- 2022 : براءة لمراد بالشيخ وسامي الفهري (ضيفة شرف الحلقة 2 و3 و4 و11 و12 و13 و18) بدور سالمة العرافة
- 2023 : 
  - الفوندو (الموسم 2) لسوسن الجمني بدور والدة جوزيف
  - كابتن ماجد لمحمد علي ميهوب بدور شڤراء
- 2024 :
  - فارمسي لأمين البلدي بدور لطيفة
  - باب الرزق لهيفل بن يوسف بدور سعيدة

#### البرامج التلفزية
- 2013 : تاكسي (ضيفة الحلقة 1) على قناة التونسية
- 2014 : الإنجليزي (ضيفة الحلقة 22) على قناة تونسنا

### الأعمال المسرحية
- 1995 : عمار بو الزور، نص أحمد مختار الهادي والإخراج المسرحي ليوسف بن يوسف
- 2015 : كعب الغزال، نص وإخراج علي اليحياوي

## وصلات خارجية
- لطيفة القفصي على موقع IMDb (الإنجليزية)
- لطيفة القفصي على موقع قاعدة بيانات الأفلام العربية